# Verbeneae
Verbeneae Dumort., 1829 è una tribù di piante spermatofite, dicotiledoni appartenenti alla famiglia Verbenaceae.

## Etimologia
Il nome della tribù deriva dal suo genere tipo Verbena L., 1753, un vecchio nome latino della verbena comune europea: "herbena" = verdeggiante. I primi riferimenti a questo nome si hanno negli scritti di Gaio Plinio Secondo (Como, 23 – Stabiae, 25 agosto 79]), uno scrittore, ammiraglio e naturalista romano, e del poeta Publio Virgilio Marone (70 a.C. - 19 a.C.). Anticamente i frondosi ramoscelli di verbena venivano portati dai sacerdoti come corone per i rituali druidi.
Il nome scientifico della tribù è stato definito dal botanico, naturalista e politico belga Barthélemy Charles Joseph Dumortier (Tournai, 3 aprile 1797 – 9 giugno 1878) nella pubblicazione "Analyse des Familles de Plantes: avec l'indication des principaux genres qui s'y rattachent. Tournay - 22. 1829" del 1829.

## Descrizione

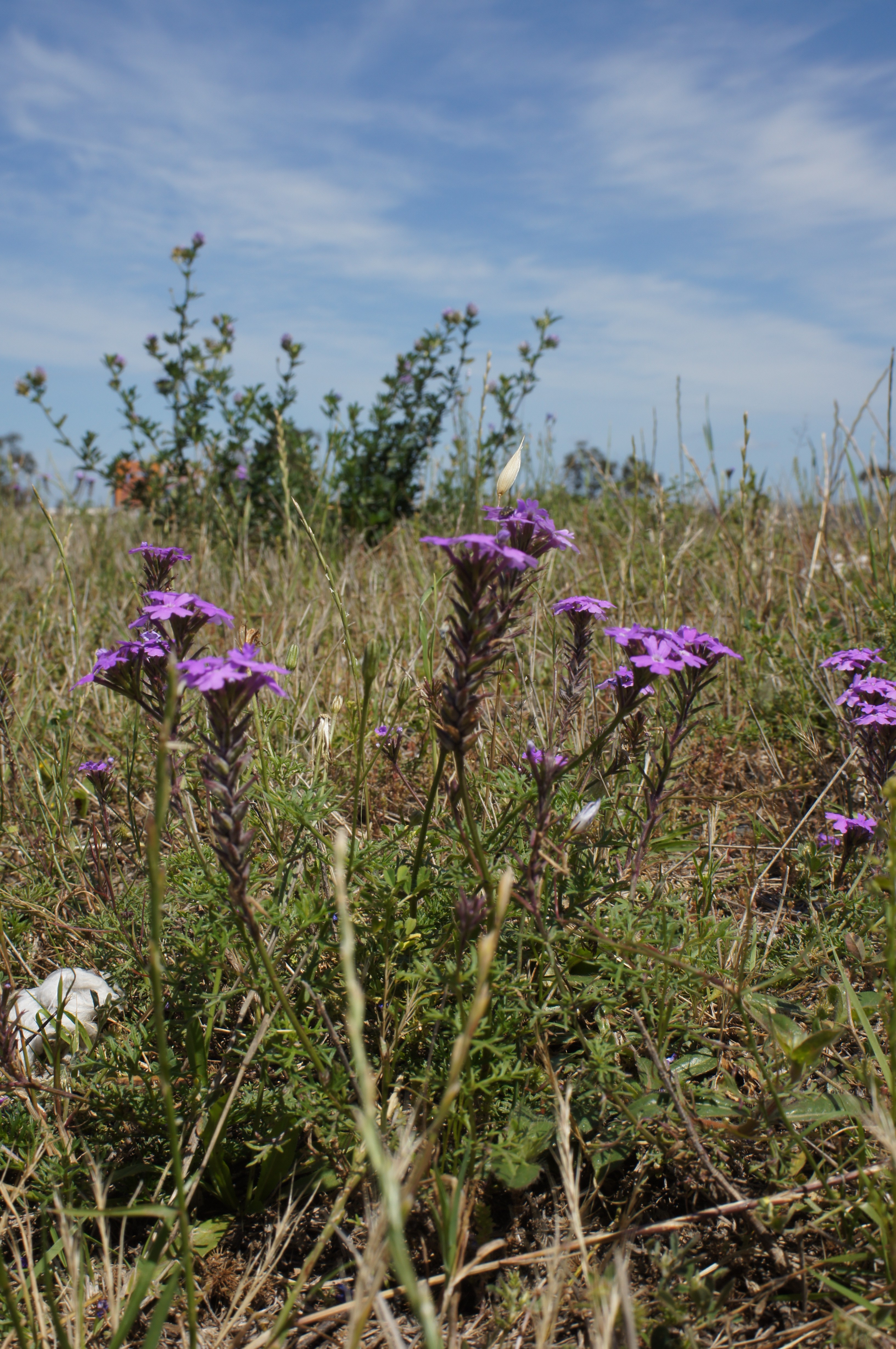
Il portamento
Glandularia aristigera

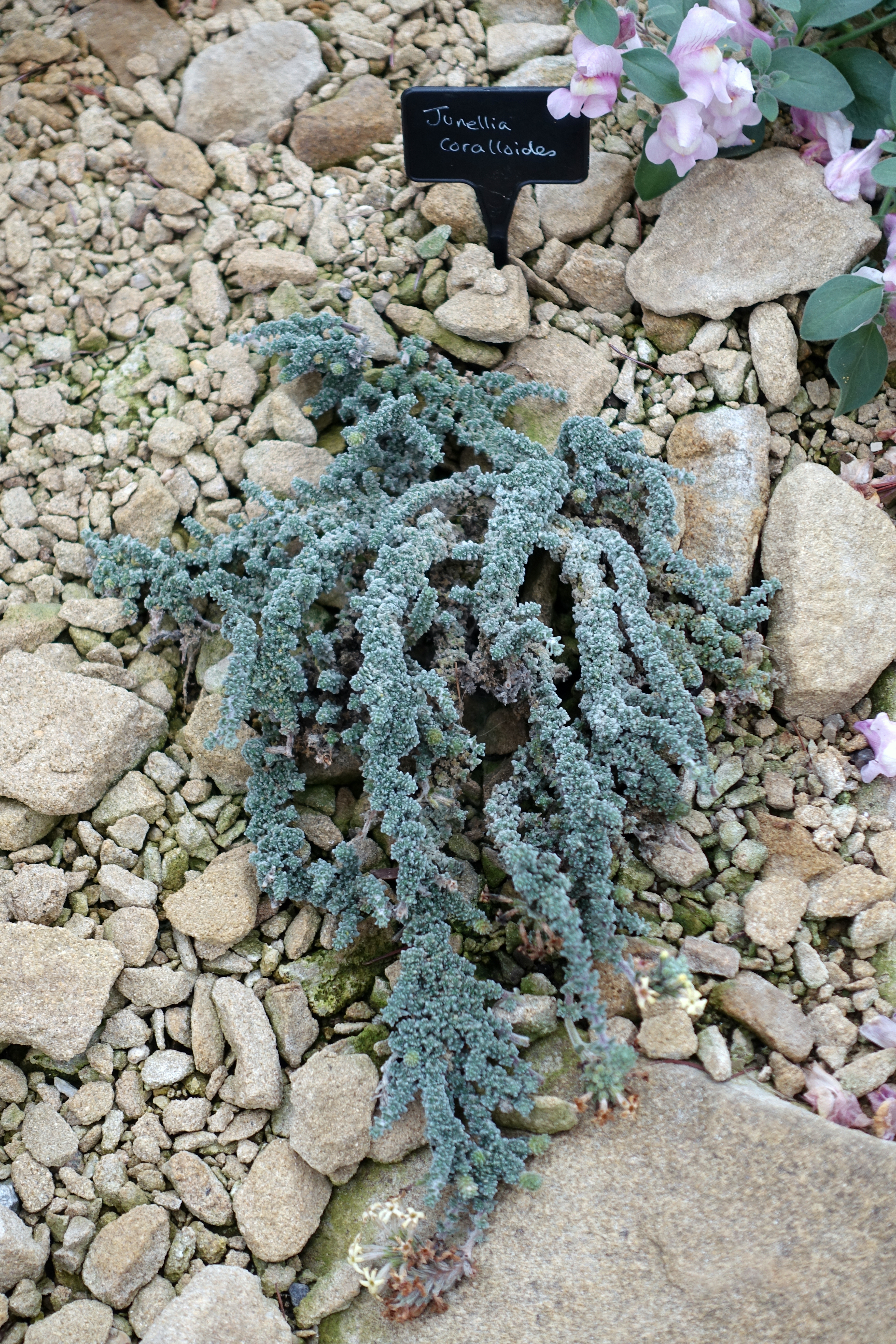
Le foglie
Junellia coralloides

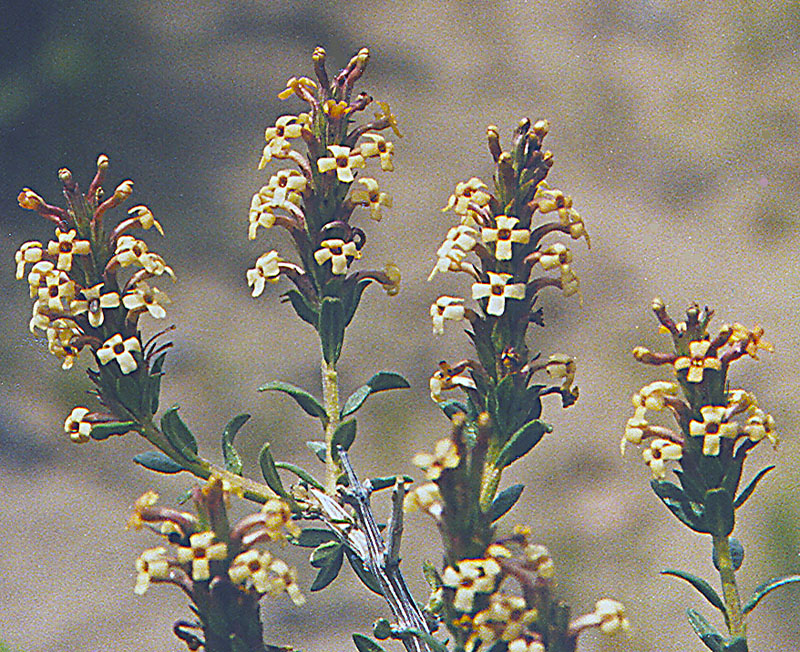
Infiorescenza
Mulguraea ligustrina

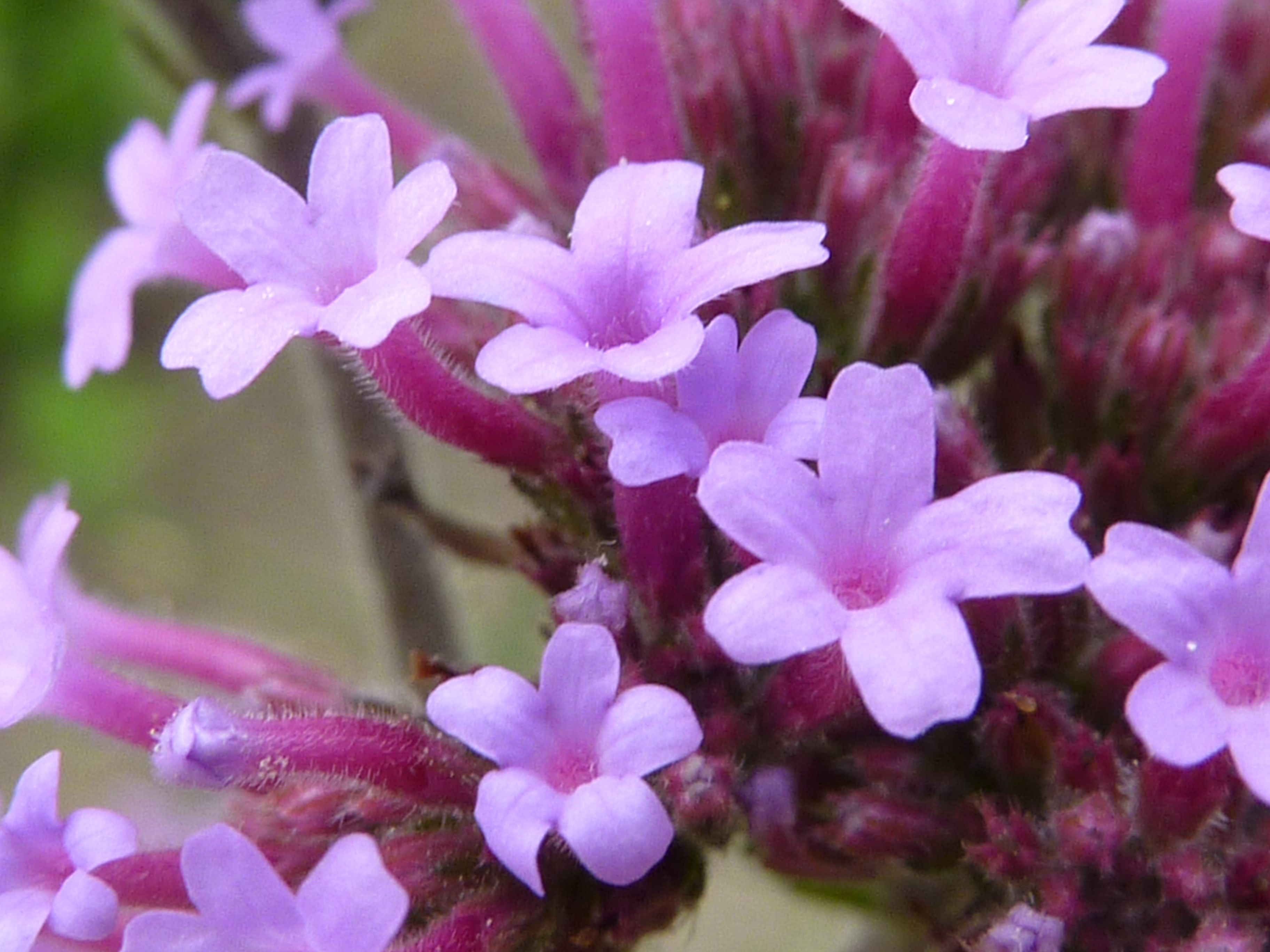
I fiori
Verbena bonariensis

- Il portamento delle specie di questa tribù è erbaceo (annuale o perenne), subarbustivo o arbustivo. Alcune specie sono rampicanti (Glandularia), altre sono legnose alla base o procombenti (Hierobotana), altre ancora sono spinose. In Urbania il portamento è a cuscino. Queste piante non sono aromatiche. Il fusto nelle maggioranza delle specie ha una sezione quadrangolare a causa della presenza di fasci di collenchima posti nei quattro vertici, mentre le quattro facce sono concave.[3][8][9][10][11]
- Le foglie lungo il caule hanno una disposizione opposta o subopposta (a 2 a 2); ogni verticillo fogliare è ruotato di 90° rispetto a quello sottostante. In altre specie sono trifogliate. Le foglie hanno la lamina con forme da lanceolate a ovate e con bordi dentati o lobati. In Urbania (e in altre specie) la consistenza delle foglie è densa e carnosa con portamenti embricati.
- Le infiorescenze normalmente terminali o ascellari, sono formate da spighe cilindriche con portamento eretto, oppure sono delle pannocchie di spighe. Sono presenti delle brattee molto ridotte. I fiori in genere sono sessili.
- I fiori, ermafroditi, sono tetraciclici (ossia formati da 4 verticilli: calice– corolla – androceo – gineceo) e pentameri (i verticilli del perianzio hanno più o meno 5 elementi ognuno).

- Formula fiorale. Per la famiglia di queste piante viene indicata la seguente formula fiorale:

X, K (5), [C (2+3), A 2+2 o 2] G (2), (supero), drupa/2 nucule
- Il calice gamosepalo ha delle forme tubolari e termina con 5 lobi. In genere è persistente.

- La corolla gamopetala, debolmente zigomorfa o attinomorfa, è tubolare con strutture da imbutiforme o ipocrateriforme e termina con 5 lobi (uguali o subuguali) talvolta patenti. Il tubo può essere diritto o leggermente curvo. Il colore è bianco, rosa, blu o porpora.

- L'androceo è composto da quattro stami subdidinami fertili, inclusi e adnati nel mezzo della corolla (sono epipetali). In Hierobotana gli stami sono 2. Le antere sono dorsofisse; il tessuto connettivo dorsale è dilatato (con o senza appendici) e ghiandolare. Le teche sono introrse e parallele (o debolmente divergenti). La deiscenza è longitudinale. Un disco nettarifero è presente attorno all'ovario. La struttura del polline varia notevolmente da genere a genere. In questa tribù i granuli pollinici sono generalmente tricolpoporati (raramente 4-colpoporati); la forma varia da suboblata (l'asse polare è più corto di quello equatoriale) a prolata (l'asse polare è più lungo di quello equatoriale).

- Il gineceo è formato da un ovario supero bicarpellare. I carpelli sono biloculari per la presenza di un falso setto mediano con 2 ovuli (in tutto 4 ovuli). Gli ovuli, a placentazione assile, sono subanatropi, fissati nella parte superiore del loculo (il falso setto) in modo pendente (ovuli penduli); inoltre hanno un tegumento e sono tenuinucellati (con la nocella, stadio primordiale dell'ovulo, ridotta a poche cellule). Lo stilo, deciduo o persistente, è lungo meno di tre volte l'ovario con uno stigma bilobo (il lobo anteriore è stigmatifero).

- I frutti sono schizocarpi secchi che a maturità si separano in quattro mericarpi (con un seme ciascuno).

## Riproduzione
- Impollinazione: l'impollinazione avviene tramite insetti (impollinazione entomogama)[16] ma ai tropici anche tramite uccelli quali colibrì (impollinazione ornitogama).[11]
- Riproduzione: la fecondazione avviene fondamentalmente tramite l'impollinazione dei fiori (vedi sopra).
- Dispersione: i semi cadendo (dopo aver eventualmente percorso alcuni metri a causa del vento - dispersione anemocora) a terra sono dispersi soprattutto da insetti tipo formiche (disseminazione mirmecoria). Sono possibili anche dispersioni tramite animali (disseminazione zoocora).[8]

## Distribuzione e habitat
La distribuzione delle specie di questo gruppo è fondamentalmente americana con l'eccezione del genere Verbena.

## Tassonomia
La famiglia di appartenenza (Verbenaceae), comprendente 34 generi con oltre 1200 specie (secondo altri Autori 36 generi e 1035 specie), è suddivisa in 8 tribù. La distribuzione è praticamente cosmopolita con un habitat che varia da quello tropicale a quello temperato. L'appartenenza della famiglia all'ordine delle Lamiales è consolidata a parte alcune differenze morfologiche quali l'infiorescenza non verticillata (comune nelle altre famiglie dell'ordine) e la posizione dello stilo (terminale e non ginobasico).

### Filogenesi

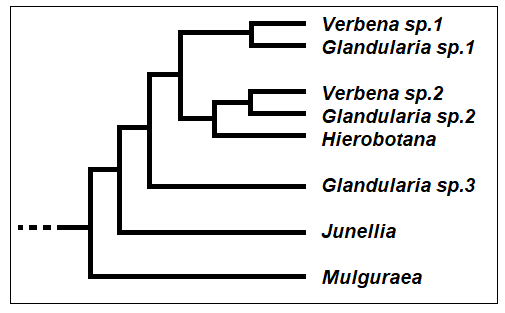
Cladogramma della tribù

La tribù è chiaramente monofiletica e insieme alla tribù Lantaneae (formano un "gruppo fratello") e rappresentano il "core" della famiglia.
Le sinapomorfie per questa tribù sono:
- abitudine suffrutescente;
- fiori sessili;
- frutti a 4 mericarpi.

Mentre la circoscrizione della tribù è basata soprattutto sulla separazione longitudinale del frutto lungo il piano trasversale delle ovaie (in questo modo il frutto viene separato in 4 unità).
All'interno della tribù il genere Verbena risulta parafiletico con all'interno i generi Glandularia (polifiletico) e Hierobotana. Mentre sono monofiletici i generi Junellia e Mulguraea. La monofilia del primo è supportata da una base ristretta del mericarpo, lo stilo ingrossato alla base e dal portamento arbustivo (o piccolo albero); per il secondo le sinapomorfie morfologiche sono tre: (1) le teche con tessuto connettivo esuberante, (2) mancanza di infiorescenze ascellari e (3) la base ristretta del mericarpo. Il genere Urbania è caratterizzato dalla presenza di lunghi peli igroscopici sulla superficie del calice.
Dai risultati degli ultimi studi l'origine della tribù potrebbe essere posizionata tra i 30 e 20 milioni di anni fa.
Il cladogramma a lato tratto dagli studi citati rappresenta in modo riassuntivo la situazione filogenetica della tribù secondo le attuali conoscenze.

### Composizione della tribù
La tribù si compone di 6 generi e circa 178 specie:
| Genere                                  | Specie                                       | Distribuzione                    |
| --------------------------------------- | -------------------------------------------- | -------------------------------- |
| Glandularia J.F. Gmel., 1796            | 84                                           | America temperata e subtropicale |
| Hierobotana Briq., 1897                 | Una specie: Hierobotana iflata (Kunth) Briq. | Ecuador, Colombia e Perù         |
| Junellia Moldenke, 1940                 | 37                                           | Dal Perù alla Patagonia          |
| Mulguraea N.O' Leary & P. Peralta, 2009 | 11                                           | Argentina                        |
| Urbania Phil., 1891                     | Una specie: Urbania pappigera Phil.          | Ande                             |
| Verbena L., 1753                        | 44                                           | Nuovo Mondo e Eurasia            |

Note: il genere Stylodon Raf., 1825 è considerato sinonimo di Verbena.

### Specie presenti sul territorio italiano
Nella flora spontanea italiana sono presenti due specie di questa tribù:
- Verbena officinalis L. - Distribuzione: tutto il territorio.
- Verbena supina L. - Distribuzione: Italia meridionale.

Altre due specie sono presenti ma sono considerate "esotiche naturalizzate":
- Verbena bonariensis L.
- Verbena brasiliensis Vell.